# Río de Parras
Río de Parras är en ort i Mexiko.   Den ligger i kommunen Queréndaro och delstaten Michoacán de Ocampo, i den södra delen av landet, 190 km väster om huvudstaden Mexico City. Río de Parras ligger 2 073 meter över havet och antalet invånare är 597.
Terrängen runt Río de Parras är kuperad åt sydost, men åt nordväst är den platt. Runt Río de Parras är det ganska tätbefolkat, med 56 invånare per kvadratkilometer. Närmaste större samhälle är Zinapécuaro, 10,3 km norr om Río de Parras. I omgivningarna runt Río de Parras växer huvudsakligen savannskog.